# Pizzas d'Anarosa
Pizzas d’Anarosa (in tedesco Grauhörner - 3002 m s.l.m.) è una montagna dei Monti dello Spluga nelle Alpi Lepontine. Si trova nel Canton Grigioni in Svizzera.

## Caratteristiche
Si trova a nord di Splügen tra la Safiental e la valle del Reno Posteriore; è composto da diverse vette e di queste la più alta raggiunge i 3.002 m.